# 9 Pułk Piechoty (USA)
9 Pułk Piechoty Stanów Zjednoczonych (ang. 9th Infantry Regiment) – pułk piechoty armii amerykańskiej, jeden z najstarszych i najczęściej odznaczanych w historii sił zbrojnych USA.
Został sformowany 26 marca 1855 i istnieje do dziś.
Jego żołnierze walczyli podczas wojny z Meksykiem, wojen z Indianami, wojny hiszpańsko-amerykańskiej, Brali udział w działaniach zbrojnych obu wojen światowych, wojnach w Korei i Wietnamie.
Motto 9 Pułku Piechoty Stanów Zjednoczonych brzmi: "Keep Up The Fire!". Barwy pułku: niebiesko-białe.